# 蔣偕
蔣偕（?—?），唐朝常州义兴人，蒋乂的第三子，蔣係、蔣伸的弟弟，蒋仙、蒋佶的哥哥。
蒋偕有史才，以父任，历任左拾遗、史馆修撰，转左補闕、主客郎中。唐宪宗时宰相李绛论事万余言，他的外甥夏侯孜给了蒋偕，次为七篇。蒋偕集李绛《论事集》三卷。柳芳作《唐历》，大历以后，阙失不录，唐宣宗诏命崔龟从监修，蒋偕和韦澳、李荀、张彦远、崔瑄等分年撰次，续修截止到元和年间，为《续唐历》二十二卷。蒋偕官至太常少卿，与同职卢耽、牛丛等受诏修《文宗实录》。大中八年三月，宰相监修国史魏謩修成《文宗实录》四十卷，修成，修史官给事中卢耽、太常少卿蒋偕、司勋员外郎王沨、右补阙卢告、膳部员外郎牛丛，都被颁赐锦彩、银器，序迁职秩。蒋氏世代以儒史被称道，不以文章为事，只有蔣伸及蔣係子蔣兆有文才，登进士第，但是不被文士所誉。与柳氏、沈氏父子相继修国史实录，时人推为良史，京师称《蒋氏日历》，天下士族家多收藏此书。
王炎平《牛李党争考论》认为依附牛党的蔣偕在整理李绛文集时，扩大乃至扭曲了李吉甫和李绛在元和年间的争论，将李吉甫塑造为依附宦官的奸臣，以达到诬蔑李德裕父亲李吉甫的目的。所以李吉甫在两唐书和《资治通鉴》中的形象矛盾，原因是史官在一些事件上采用了蔣偕的说法。